# Braemar Hill
Der Braemar Hill (chinesisch 寶馬山 / 宝马山, Pinyin Bǎomǎ Shān, Jyutping Bou2maa5 Saan1) ist ein kleinerer Berg am Ausläufer des Siu Ma Shan. Dieser befindet sich im Eastern District auf Hong Kong Island in Hongkong. Seinen Namen erhielt er von der britischen Kolonialregierung, wahrscheinlich in Anlehnung an das schottische Dorf Braemar.

## Lage
Braemar Hill liegt im Eastern District, südlich des Stadtteils North Point (北角) zwischen Causeway Bay (銅鑼灣) und Quarry Bay (鰂魚涌). Die zentrale Zufahrt erfolgt über die Braemar Hill Road (寶馬山道).

## Allgemeines
Das Gebiet um Braemer Hill beheimatet überwiegend gehobene Wohnanlagen für die traditionelle Oberschicht der Gesellschaft. Es befindet sich öffentliche als auch private Schuleinrichtungen vor Ort. Unter anderem befinden sich dort die private Hong Kong Shue Yan Universität, die Chinese International School, die Hong Kong Japanese School, der Tutor Time International Nursery & Kindergarten als auch der öffentliche Choi Sai Woo Erholungspark. Aufgrund seiner guten Lage und hohen Immobilienpreise, gelten die Wohn- und der Schulviertel mit vielen namhaften Bildungseinrichtungen um Braemar Hill als einer der bevorzugten Wohnlagen der Hongkonger Oberschicht.

## Benachbarte Berge
- Hung Heung Lo
- Jardine’s Lookout
- Lin Fa Kung
- Mount Butler
- Mount Parker
- Siu Ma Shan

## Flugunfall
• Am 24. Februar 1949 verunglückte eine Douglas DC-3 der Cathay Pacific Fluggesellschaft auf Braemar Hill, infolgedessen alle 23 Passagiere starben.

## Sonstiges
• Nationale als auch internationale Aufmerksamkeit erhielt Braemar Hill, als dort am 20. April 1985 der brutale Mord an zwei britischen Einwohnern Hongkongs geschah.
• Laut Volkszählung in der Volksrepublik China 2010/2011 beläuft sich das mittlere Einkommen, der im Gebiet von Braemar Hill lebenden Einwohner, auf 96.740 HKD.
• Regelmäßig finden auf Braemar Hill Wettkämpfe der Green Race Traillauf-Meisterschaft statt.

## Anmerkung
1. ↑  Braemar Hill, die chinesische Bezeichnung des Bergs (chinesisch 寶馬山 / 宝马山, Pinyin Bǎomǎ Shān, Jyutping Bou2maa5 Saan1 – „Schatz-Pferd-Berg“) ist lediglich eine „Tonübersetzung“ – tonale Annäherung – an den schottischen Namen. Es bedeutet wörtlich „Wertvolles-Pferd-Berg“.